# Dumaniana gelendostensis
Dumaniana gelendostensis là một loài thực vật có hoa trong họ Hoa tán. Loài này được Yild. & B.Selvi mô tả khoa học đầu tiên năm 2006.